# ジョン・バートランド・ジョンソン
ジョン・バートランド・ジョンソン（英: John Bertrand Johnson、典: Johan Erik Bertrand Johansson、1887年10月2日 - 1970年11月27日）は、スウェーデン出身のアメリカ人物理学者で電気技術者。ジョンソンは電線を伝わる情報に干渉する雑音の根源について、詳細な説明をした最初の人物である。ジョンソンの研究した雑音は今日、その理論的な説明を与えたハリー・ナイキストの名を冠してジョンソン-ナイキスト雑音と呼ばれる。
ジョンソンは1887年10月2日にスウェーデンのヨーテボリにて、ヨアン・イーリク・ベルトランド・ヨアンソンの名で生まれた。父親は明らかになっていない。
1889年に、ヨアンは母親と共に、ブーヒュースレーンのターヌム小教区 (Tanums socken) ブラムセルード (Bramseröd) にある母の実家へと移った。
1902年、ヨアンの母はアメリカ合衆国へ行き、ヨアン自身は1904年に彼の弟と共に合衆国へと向かった。アメリカ合衆国で、ヨアンは名前をジョン・バートランド・ジョンソンと改めた。

## 業績
1917年、ジョンソンはイェール大学で研究をし、論文 Total Ionization by slow Electrons を提出した。
1928年、ベル電話研究所に所属していた頃に、論文Thermal Agitation of Electricity in Conductors を出版した。
熱雑音 (今日、ジョンソン雑音とも呼ばれる) は伝導体中の電子が熱揺動されることによって生じる。ジョンソンの論文により、電荷の統計的な揺動が電気伝導体全体で起こると、伝導体の端 (例えば真空管や増幅回路、熱電対) の間でポテンシャルがランダムに変化することが示された。熱雑音の周波数ごとの強度は周波数スペクトルの全体を通じて一定である。
ジョンソンは、熱雑音はあらゆる抵抗器が本来的に持つものであり、設計や製造の粗雑さに由来するものではないという結論に達した。

## 電界効果トランジスタ (FET)
ジョンソンは、ユリウス・エドガー・リリエンフェルトの1928年アメリカ合衆国特許第 1,900,018号に基き電界効果トランジスタを最初に制作した一人であるとされている。
1949年の合衆国特許局への宣誓証言において、ジョンソンは「――変調度は 11 パーセントと良くないが、――有効出力は充分であり――原理的には増幅器として機能する」 としている。その一方で、1964年の記事においてジョンソンは、リリエンフェルトの特許の操作性を否定し、「私は、リリエンフェルトの機構を彼の設計に基づき再現することを慎重に試みたが、増幅も変調も確認できなかった」 とも述べている。